# Junki Endo
Junki Endo (遠藤 純輝 Endo Junki?), född 8 december 1994 i Gifu prefektur, är en japansk fotbollsspelare.
Endo började sin karriär 2014 i FC Gifu. Han spelade 48 ligamatcher för klubben. Efter FC Gifu spelade han för FC Machida Zelvia och Fujieda MYFC.